# 투자 전략
투자 전략(Investment strategy)이란 주식 등을 투자하는 전략을 말한다. 매매기법이라고도 한다.

## 유형
- 무전략의 전략(No strategy): 투자 전략이 없는 순진한 투자자를 양(sheep) 투자자라고 부른다.
- 모멘텀 투자(Momentum Trading): 장세가 상승세냐 하락세냐 하는 기술적 분석과 시장 심리 및 분위기 변화에 따라 추격매매하는 투자 전략이다. 가치투자에서 중시하는 기업 펀더멘털과는 관계없이, 투자심리에 의해 주가가 결정된다. 모멘텀이란 주가의 추세를 전환시키는 재료, 해당 종목 주가가 변할 수 있는 근거를 말한다. 주가가 상승이나 하락할 큰 이유가 있는 경우, "상승 하락 모멘텀이 강하다"고 표현한다.
- 매수 후 보유(Buy and Hold): 한 번 주식을 사서 장기간 보유하는 투자전략이다.
- 인덱싱(Indexing): 인덱스 펀드에 투자하는 등, 종합주가지수에 맞추어 투자를 하는 전략이다.
- 가치투자(Value investing strategy):
- 역발상 투자(Contrarian investment):
- 추세추종전략(Trend following): 제시 리버모어를 "추세매매의 아버지"라고 부른다.
- 소형주 투자(Smaller companies: 대형주 보다 소형주가 변동성이 커서, 단기간에 이익이나 손해를 많이 낸다.

## 같이 보기
- 매수 후 보유
- 채권 (금융)
- 투자신탁
- 주식시장